# Championnat d'Europe de patinage artistique 1923
Navigation
Édition précédente Édition suivante
Le championnat d'Europe de patinage artistique 1923 a lieu à Christiania en Norvège.

## Podium
| Épreuves                      | Or          | Argent         | Bronze           |
| ----------------------------- | ----------- | -------------- | ---------------- |
| Messieurs résultats détaillés | Willy Böckl | Martin Stixrud | Gunnar Jakobsson |

## Tableau des médailles
| Rang  | Nation   | Or | Argent | Bronze | Total |
| ----- | -------- | -- | ------ | ------ | ----- |
| 1     | Autriche | 1  | 0      | 0      | 1     |
| 2     | Norvège  | 0  | 1      | 0      | 1     |
| 3     | Finlande | 0  | 0      | 1      | 1     |
| Total | Total    | 1  | 1      | 1      | 3     |

## Détails de la compétition Messieurs
| Rang | Nom              | Nation   | Places | Points | Fig. impo. | Prog. libre |
| ---- | ---------------- | -------- | ------ | ------ | ---------- | ----------- |
| 1    | Willy Böckl      | Autriche |        |        |            |             |
| 2    | Martin Stixrud   | Norvège  |        |        |            |             |
| 3    | Gunnar Jakobsson | Finlande |        |        |            |             |
| 4    | Kaj af Ekström   | Suède    |        |        |            |             |